# مدفع ميمونة
مدفع ميمونة أو مدفع لالة ميمونة أو مدفع سيدي ميمون هو أكبر مدفع صنعه المغاربة وكان ذلك في عهد السعديين، بلغ طوله 5 أمتار ووزن يصل ل 12 طنا من النحاس الخالص وبمدى يبلغ 1000 متر.

## التاريخ القتالي
استخدم مدفع ميمونة إلى جانب مدافع أخرى كمدفع النفط في حراسة السواحل والمدن المغربية من الهجمات أجنبية، وقد نشرت هذه المدافع على قلاع المدن كبرج نار في فاس، وحصن الفتح في مدينة العرائش، وعلى سواحل بلاد المغرب الأقصى.

### حصار آسفي
شارك المدفع سنة 1534 ميلادية في معركة تحرير مدينة أسفي من البرتغاليين، ضمن جيش تألف من تسعين ألف فارس ورجل، وعشرين ألفا من الرماة بقيادة سلطان مولاي أحمد الأعرج. وقد وصفت قذائف مدفع ميمونة بأنها كويرات من الحجر الضخمة التي لا يستطيع المرء أن يدير ذراعيه عليها، وأن إحدها معروض في المتحف العسكري بلشبونة.

### حصار مازاغان
شارك المدفع في عهد سلطان عبد الله الغالب سنة 1562م في حصار مدينة مازاغان التي كانت تحت السيطرة البرتغالية.

### معركة واد المخازن
شارك المدفع سنة 1578م في معركة وادي المخازن، وكان من أسباب الانتصار في هاته المعركة، ف 20 قطعة من مدفع ميمونة من أصل أربعة وثلاثين قطعة كانت كفيلة بسحق مقدمة الجيش البرتغالي المكون من فرسان ومرتزقة أوروبيين.

## المواصفات
بلغ طول مدفع ميمونة 5 أمتار ووزن وصل ل 12 طنا من النحاس الخالص ومدى يبلغ 1000 متر.

## معرض الصور

مدفع لالة ميمونة بجانب مدفع النفط أمام مدخل متحف الأسلحة البرج شمالي في مدينة فاس.

- ملف:Memouna cannon 1.jpg

## وصلات خارجية
- الحرب والأسلحة النارية في المغرب في القرن الخامس عشر، 1400-1492.